# Saint-Jean-Pierre-Fixte
Saint-Jean-Pierre-Fixte is een gemeente in het Franse departement Eure-et-Loir (regio Centre-Val de Loire) en telt 292 inwoners (2005). De plaats maakt deel uit van het arrondissement Nogent-le-Rotrou.

## Geografie
De oppervlakte van Saint-Jean-Pierre-Fixte bedraagt 7,0 km², de bevolkingsdichtheid is 41,7 inwoners per km².

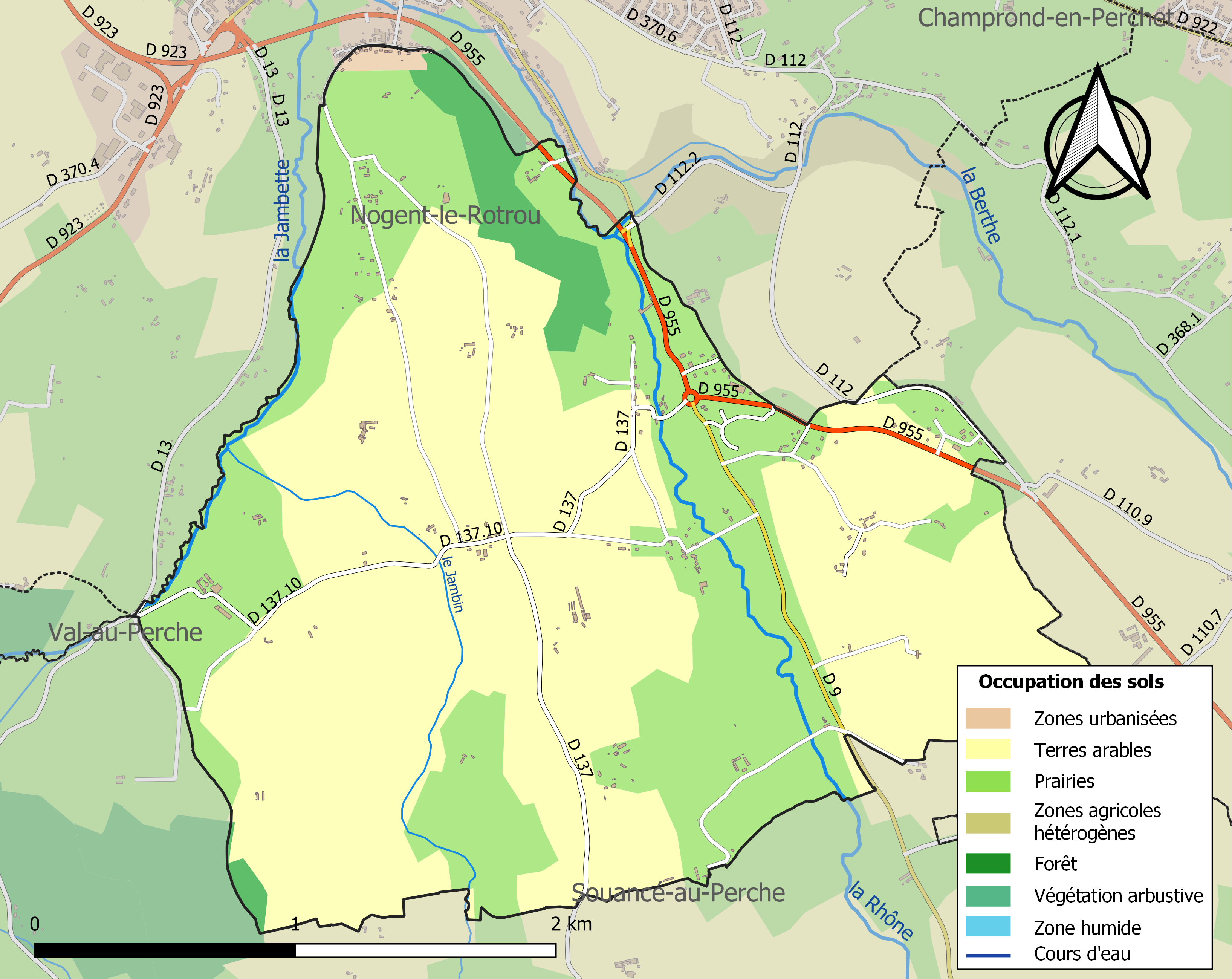
Kaart van de gemeente met de belangrijkste infrastructuur, bodemgebruik en omliggende gemeenten

## Demografie
Onderstaande figuur toont het verloop van het inwonertal (bron: INSEE-tellingen).